# South Milwaukee (Wisconsin)
Pour les articles homonymes, voir South Milwaukee.
South Milwaukee est une ville américaine située dans le comté de Milwaukee, au Wisconsin. Selon le recensement de 2010, sa population est de 21 156 habitants.